# Шотландский фунт
Шотландский фунт (скотс Pund Scots, англ. Pound Scots) — денежная единица Шотландии в XII—XVIII веках. Выпускаемые в настоящее время банкноты шотландских банков также иногда называются «шотландскими фунтами».

## Денежная единица независимой Шотландии
Чеканка шотландских монет начата при короле Давиде I (правил в 1124—1153). Первоначально монеты чеканились стерлинговой пробы, по размеру и весу они соответствовали английским монетам. Шотландский фунт, как и фунт стерлингов, состоял из 20 шиллингов и 240 пенсов.
Постепенно, со снижением пробы шотландских монет, стоимость шотландского фунта к фунту стерлингов снижалась. В 1603 году, когда король Шотландии Яков VI стал королём Англии, был зафиксирован курс: 1 фунт стерлингов = 12 шотландских фунтов. В 1707 году, с принятием Акта об унии и образованием единого государства, шотландский фунт был изъят из обращения.

## Банкноты шотландских банков
Хотя Шотландия не самостоятельное государство, а является частью Великобритании, три шотландских банка имеют право на выпуск собственных банкнот. Официально эти банкноты не носят название «шотландских фунтов», их номинал обозначен в фунтах стерлингов. Хотя эти банкноты и являются законной валютой, в строгом значении термина «законное средство платежа» (англ. Legal Tender) банкноты шотландских банков не являются законным платёжным средством даже на территории Шотландии, но могут быть приняты на всей территории Соединённого Королевства.
- Эмитенты — Королевский банк Шотландии, Банк Шотландии, Клайдсдейл банк (каждый из трёх эмитентов использует свой собственный дизайн банкнот).
- Основные цвета банкнот — коричневый, оливковый, зелёный.